# Mervärde
|  | Wiktionary har en ordboksartikel om mervärde. |

Värde- och mervärdeteorierna utgör betydelsefulla begrepp i den marxistiska ekonomikritiken av det kapitalistiska produktionssättet.  

## Beskrivning
Med en viss anslutning till Ricardo utgår Marx från den förutsättningen, att det mänskliga arbetet bildar själva substansen av värdet hos en vara, en för marknaden frambragt produkt. Storleken av detta värde, som står i det mest oskiljaktiga och avgörande förhållande till bytesvärdet, bestäms av den normala (samhälleligt nödvändiga ) arbetstiden för att producera varan. Värdet av den arbetskraft, som kapitalisten köper, bestäms likaledes av den arbetstid, som är erforderlig för denna arbetskrafts reproduktion, det vill säga den tid, som åtgår för frambringande av de för arbetarens uppehälle nödvändiga existensmedlen, vilka i sin tur bestäms "genom den traditionella levnadsstandarden i varje land". Dessa består "i tillfredsställandet av vissa behov, som uppkommer ur de samhälleliga betingelser, under vilka människorna lever och uppfostras." Vidare "klimat, naturförhållanden m.m. [...] dessutom, för kvalificerat arbete, utbildningskostnaderna." Arbetskraftens värde påverkas dessutom av arbetarklassens styrka i klasskampen i varje tidsskede av den industriella historien. 
Om sålunda kapitalisten köpt arbetskraften för ett pris per dag, som motsvarar en reproduktionskostnad av sex timmars arbetstid, men sysselsätter honom i tolv timmar, så representerar den frambragta produkten sex timmars arbetstid utöver den, som kapitalisten betalat. Och den differens, som sålunda uppstår mellan arbetskraftens värde och värdet av arbetskraftens resultat, är det mervärde, som till största delen tillfaller kapitalisten. Alltså är mervärdet det obetalda arbete, som kapitalisten tillägnar sig från arbetaren.  
Annorlunda uttryckt köper kapitalisten för en viss mängd pengar P varor V som sedan säljs för mer pengar P'. Men varorna är inte bara varor som producerats av andra utan företagaren köper också varan arbetskraft för att producera nya varor. För sitt kapital köper han således råvaror, maskiner, fabrikslokaler och arbetskraft; allt detta är varor som kan köpas på marknaden och sedan sätter han samman dem i en produktionsprocess som resulterar i nya varor som säljs.
Formeln/kretsloppet för kapitalistisk produktion är därför P–V1–V2–P', där P köper råvaror, maskiner, arbetskraft V1, producerar nya varor V2, säljer dem och kapitalet både återfår och utökar då sitt värde. P' = P+ ∆P. ∆P står alltså för kapitalistens profit och motsvaras, förutsatt att alla varor säljs till sina värden, av mervärdet. Här syns kapitalets ackumulation, det vill säga dess förmåga att hela tiden öka sitt värde.